# Artocarpus

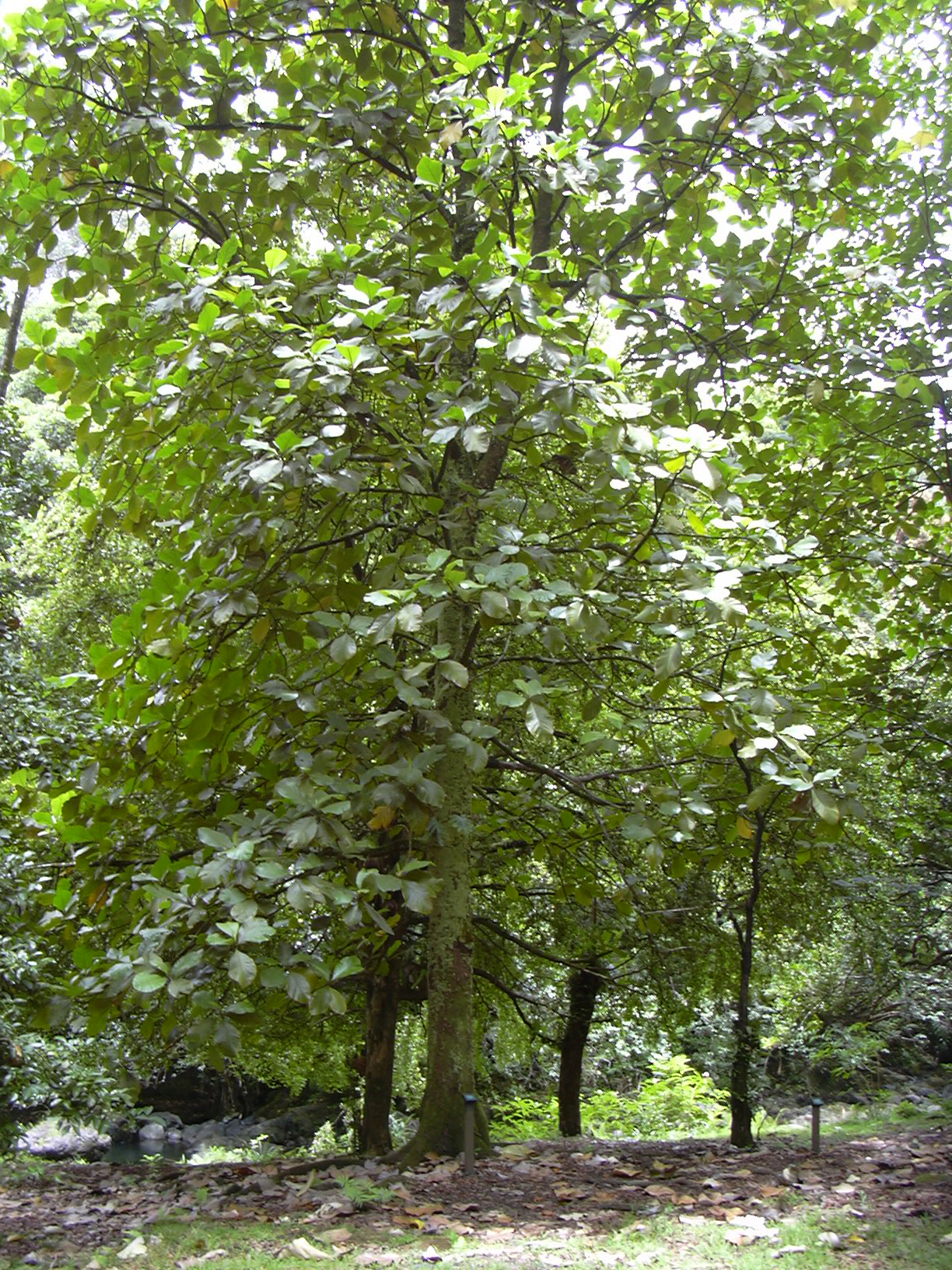
Artocarpus odoratissimus

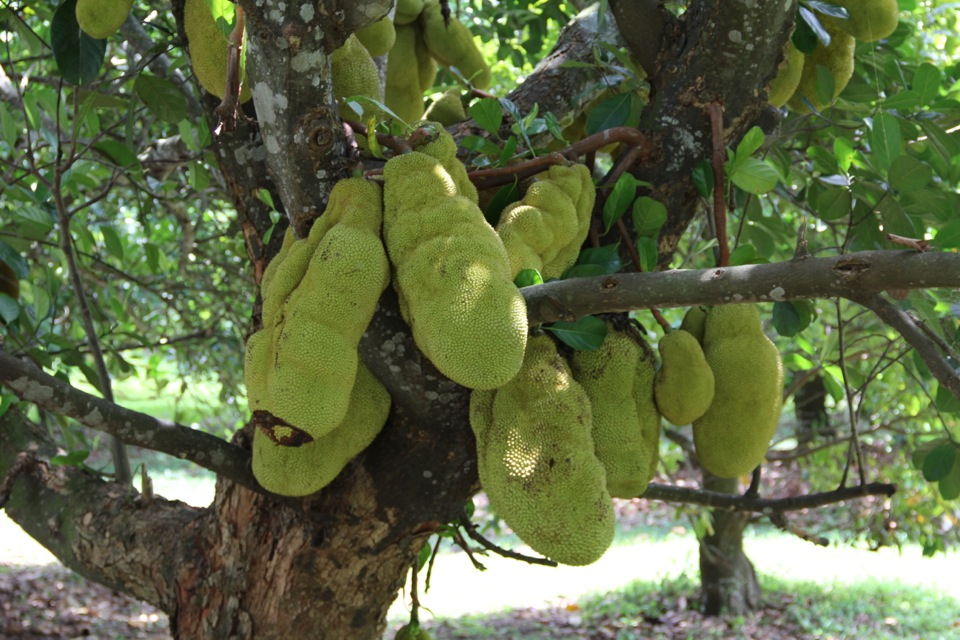
Artocarpus heterophyllus

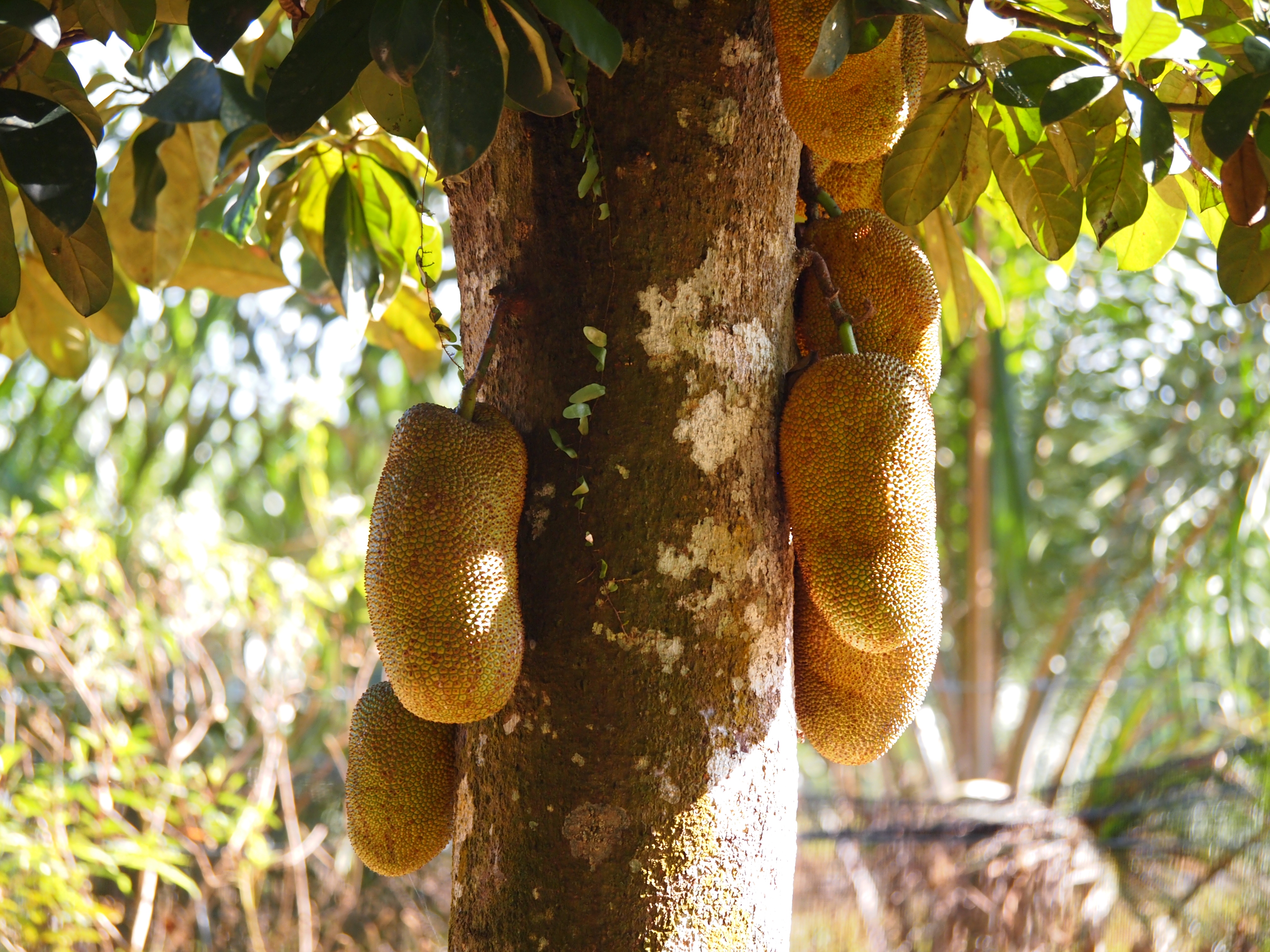
Artocarpus integer

Artocarpus és un gènere de plantes angiospermes de la família de les moràcies amb espècies natives del sud i del sud-est d'Àsia, el nord d'Austràlia i l'oest del Pacífic.

## Descripció
Es tracta d'un gènere proper al gènere Ficus, d'arbres monoics, amb flors unisexuals, amb els dos sexes a la mateixa planta. Les petites i verdoses flors femelles creixen primer. Després de la pol·linització, es converteixen en fruits sincàrpics que poden esdevenir molt grans. L'ovari és superior. Quant a les fulles, poden passar d'ésser molt petites i compactes (Artocarpus integer) a molt grans i lobulades (Artocarpus altilis).
La majoria de fruits d'aquestes espècies són comestibles i cultivats arreu dels tròpics. L'arbre del pa, (Artocarpus altilis), Artocarpus integer, Artocarpus heterophyllus o Artocarpus odoratissimus produeixen fruits comestibles i amb un alt contingut de glúcids.

## Taxonomia
Aquest gènere va ser descrit per primer cop l'any 1776 a l'obra Characteres generum plantarum de Johann Reinhold Forster i el seu pare Georg Forster, després d'haver participat al segon viatge de James Cook al voltant del món entre els anys 1772 i 1775. El nom és format per les arrels gregues artos (pa) i karpos (fruit).

### Espècies
Dins d'aquest gènere es reconeixen les següents espècies:
- Artocarpus altilis (Parkinson) Fosberg
- Artocarpus altissimus (Miq.) J.J.Sm.
- Artocarpus anisophyllus Miq.
- Artocarpus annulatus F.M.Jarrett
- Artocarpus avatifolius Merr.
- Artocarpus blancoi (Elmer) Merr.
- Artocarpus borneensis Merr.
- Artocarpus brevipedunculatus (F.M.Jarrett) C.C.Berg
- Artocarpus camansi Blanco
- Artocarpus chama Buch.-Ham.
- Artocarpus clementis Merr.
- Artocarpus corneri Kochummen
- Artocarpus dadah Miq.
- Artocarpus elasticus Reinw. ex Blume
- Artocarpus excelsus F.M.Jarrett
- Artocarpus fretessii Teijsm. & Binn. ex Hassk.
- Artocarpus fulvicortex F.M.Jarrett
- Artocarpus glaucus Blume
- Artocarpus gomezianus Wall. ex Trécul
- Artocarpus gongshanensis S.K.Wu ex C.Y.Wu & S.S.Chang
- Artocarpus griffithii (King) Merr.
- Artocarpus heterophyllus Lam.
- Artocarpus hirsutus Lam.
- Artocarpus hispidus F.M.Jarrett
- Artocarpus horridus F.M.Jarrett
- Artocarpus humilis Becc.
- Artocarpus hypargyreus Hance ex Benth.
- Artocarpus integer (Thunb.) Merr.
- Artocarpus jarrettiae Kochummen
- Artocarpus kemando Miq.
- Artocarpus lacucha Buch.-Ham.
- Artocarpus lamellosus Blanco
- Artocarpus lanceifolius Roxb.
- Artocarpus longifolius Becc.
- Artocarpus lowii King
- Artocarpus maingayi King
- Artocarpus mariannensis Trécul
- Artocarpus melinoxylus Gagnep.
- Artocarpus montanus E.M.Gardner & Zerega
- Artocarpus nanchuanensis S.S.Chang S.C.Tan & Z.Y.Liu
- Artocarpus nigrescens Elmer
- Artocarpus nigrifolius C.Y.Wu
- Artocarpus nobilis Thwaites
- Artocarpus obtusus F.M.Jarrett
- Artocarpus odoratissimus Blanco
- Artocarpus ovatus Blanco
- Artocarpus palembanicus Miq.
- Artocarpus parvus Gagnep.
- Artocarpus petelotii Gagnep.
- Artocarpus pinnatisectus Merr.
- Artocarpus pithecogallus C.Y.Wu
- Artocarpus reticulatus Miq.
- Artocarpus rigidus Blume
- Artocarpus rubrosoccatus E.M.Gardner, Chaveer. & Zerega
- Artocarpus rubrovenius Warb.
- Artocarpus sarawakensis F.M.Jarrett
- Artocarpus scortechinii King
- Artocarpus sepicanus Diels
- Artocarpus sericicarpus F.M.Jarrett
- Artocarpus styracifolius Pierre
- Artocarpus subrotundifolius Elmer
- Artocarpus tamaran Becc.
- Artocarpus teysmannii Miq.
- Artocarpus thailandicus C.C.Berg
- Artocarpus tomentosulus F.M.Jarrett
- Artocarpus tonkinensis A.Chev. ex Gagnep.
- Artocarpus treculianus Elmer
- Artocarpus vrieseanus Miq.
- Artocarpus xanthocarpus Merr.